# 岩灶鸟属
岩灶鸟属（学名：Ochetorhynchus）是灶鸟科下的一个属。

## 下属物种
本属包括以下物种：
- 直嘴爬地雀 Ochetorhynchus ruficaudus
- 岩爬地雀 Ochetorhynchus andaecola
- 斑尾爬地雀 Ochetorhynchus phoenicurus
- 崖爬地雀 Ochetorhynchus melanurus